# Georges-Alain Jones
Georges-Alain Jones (ur. 30 września 1975 w Saint-Jean-Cap-Ferrat, w regionie Prowansja-Alpy-Lazurowe Wybrzeże, w departamencie Alpy Nadmorskie) – francuski piosenkarz.
Jego matka zmarła, gdy miał trzy miesiące. Ojciec, afroamerykański muzyk opuścił rodzinę. Dorastał w Nicei, w regionie Prowansja-Alpy-Lazurowe Wybrzeże, w departamencie Alpy Nadmorskie, gdzie wychowywała go ciotka, która wzbudziła w nim zainteresowanie muzyką rhythm and blues. Uczył się muzyki i szybko stał się gitarzystą, zafascynowanym takimi wykonawcami jak Ben Harper, Otis Redding, B. B. King czy Stevie Wonder. Zarabiał na życie pracując jako kucharz, ale marzył o rozpoczęciu muzycznej kariery. W dniu 31 sierpnia 2002 roku trafił do drugiej edycji programu Star Academy. W dniu 3 października 2005 roku ukazał się jego pierwszy album "New Jersey".

## Dyskografia

### albumy
- 2005: New Jersey[1]

### single
- 2003: „Embrasse”[1]
- 2003: „Vivre en danger”[1]
- 2005: „Central Park”[1]